# Olympische Sommerspiele 1976/Teilnehmer (Österreich)
| Gelbes Symbol für Goldmedaillen mit stilisierten Olympischen Ringen | Graues Symbol für Silbermedaillen mit stilisierten Olympischen Ringen | Braundes Symbol für Bronzemedaillen mit stilisierten Olympischen Ringen |
| ------------------------------------------------------------------- | --------------------------------------------------------------------- | ----------------------------------------------------------------------- |
| —                                                                   | —                                                                     | 1                                                                       |

Österreich nahm an den Olympischen Sommerspielen 1976 in Montreal mit einer Delegation von 60 Sportlern teil, davon 54 Männer und sechs Frauen. Fahnenträger bei der Eröffnungsfeier war der Kanute Günther Pfaff.

## Medaillen
Der einzige österreichische Medaillenerfolg in Montreal gelang dem Sportschützen Rudolf Dollinger, er gewann Bronze mit der freien Pistole über 50 Meter. Bereits vier Jahre zuvor gewann Dollinger in dieser Kategorie ebenfalls Bronze.

## Teilnehmer nach Sportart

### Bogenschießen
- Oswald Probst
Herren, Einzel: 33. Platz

### Boxen
- Franz Dorfer
Herren, Halbmittelgewicht: 1. Runde
- Christian Sittler
Herren, Halbweltergewicht: 3. Runde

### Fechten
- Hans Brandstätter
Herren, Säbel, Einzel: 41. Platz
- Herbert Lindner
Herren, Degen, Einzel: 36. Platz
Herren, Degen, Mannschaft: 11. Platz
- Karl-Heinz Müller
Herren, Degen, Einzel: 21. Platz
Herren, Degen, Mannschaft: 11. Platz
- Herbert Polzhuber
Herren, Degen, Mannschaft: 11. Platz
- Peter Zobl-Wessely
Herren, Degen, Einzel: 34. Platz
Herren, Degen, Mannschaft: 11. Platz

### Gewichtheben
- Rudolf Hill
Herren, Mittelschwergewicht: 12. Platz
- Vinzenz Hörtnagl
Herren, Schwergewicht: 13. Platz
- Gottfried Langthaler
Herren, Leichtgewicht: 13. Platz
- Walter Legel
Herren, Leichtgewicht: 10. Platz
- Kurt Pittner
Herren, Bantamgewicht: DNF

### Judo
- Jurek Jatowitt
Herren, Mittelgewicht: 11. Platz
- Erich Pointner
Herren, Leichtgewicht: 5. Platz
- Johann Pollak
Herren, Halbschwergewicht: 18. Platz
- Klaus Wallas[1]
Herren, Offene Klasse: 9. Platz

### Kanu (Rennen)
- Hans Peter Mayr & Günther Pfaff
Herren, Kayak-Zweier, 1000 m: Halbfinale
- Günther Pfaff
Herren, Kayak-Einer, 1000 m: Halbfinale

### Leichtathletik
- Christiane Wildschek
Damen, 400 Meter: Halbfinale
- Eva Janko
Damen, Speerwurf: 9. Platz
- Silvia Schinzel
Damen, 200 Meter. Halbfinale
- Peter Sternad
Herren, Hammerwurf: 18. Platz (Qualifikation)
- Georg Werthner
Herren, Zehnkampf: 16. Platz
- Sepp Zeilbauer
Herren, Zehnkampf: ausgeschieden

### Radsport (Straße)
- Roman Humenberger
Herren, Straßenrennen, Einzel: 21. Platz
Herren, 100 km Mannschaftszeitfahren: 15. Platz
- Leo Karner
Herren, 100 km Mannschaftszeitfahren: 15. Platz
- Rudolf Mitteregger
Herren, Straßenrennen, Einzel: 51. Platz
Herren, 100 km Mannschaftszeitfahren: 15. Platz
- Herbert Spindler
Herren, Straßenrennen, Einzel: 18. Platz
- Wolfgang Steinmayr
Herren, Straßenrennen, Einzel: 27. Platz
- Johann Summer
Herren, 100 km Mannschaftszeitfahren: 15. Platz

### Reiten
- Thomas Frühmann
Springen, Einzel: 38. Platz
Springen, Mannschaft: 11. Platz
- Henk Hulzebos
Springen, Einzel: ausgeschieden
Springen, Mannschaft: 11. Platz
- Hugo Simon
Springen, Einzel: 5. Platz
Springen, Mannschaft: 11. Platz
- Rüdiger Wassibauer
Springen, Mannschaft: 11. Platz

### Ringen
- Hans Kiss
Herren, Weltergewicht, griechisch-römisch: ausgeschieden
- Franz Pitschmann
Herren, Mittelgewicht, griechisch-römisch: ausgeschieden

### Rudern
- Maria Leibetseder & Renate Sigl
Damen, Doppelzweier: 10. Platz
- Ulrich Wolf
Herren, Einer: Viertelfinale

### Schießen
- Rudolf Dollinger
Offene Klassen, Freie Pistole 50 Meter: Bronze
- Hubert Garschall
Offene Klassen, Freie Pistole 50 Meter: 30. Platz
- Gerhard Krimbacher
Herren, Kleinkaliber Dreistellungskampf 50 Meter: 42. Platz
Herren, Kleinkaliber liegend 50 Meter: 12. Platz
- Josef Meixner
Offene Klassen, Trap: 16. Platz
- Gerhard Petritsch
Herren, Schnellfeuerpistole 25 Meter: 7. Platz
- Nikolaus Reinprecht
Offene Klassen, Trap: 25. Platz
- Franz Schitzhofer
Offene Klassen, Skeet: 5. Platz
- Wolfram Waibel senior
Herren, Kleinkaliber Dreistellungskampf 50 Meter: 40. Platz
Herren, Kleinkaliber liegend 50 Meter: 20. Platz

### Schwimmen
- Steffen Kriechbaum
Herren, 100 m Brust: Vorrunde
Herren, 200 m Brust: Vorrunde

### Segeln
- Carl Auteried junior & Wolfgang Böhm
Tempest: 12. Platz
- Johann Eisl & Ernst Seidl
Flying Dutchman: 13. Platz
- Rudolf Mayr, Hubert Raudaschl & Walter Raudaschl
Soling: 17. Platz
- Bernhard Prack & Hans Prack
Tornado: 11. Platz

### Wasserspringen
- Brigitte Duda
Damen, Turmspringen: 24. Platz (Qualifikation)
- Niki Stajković
Herren, Turmspringen: 12. Platz (Qualifikation)